# Ловел, Ричард, барон Ловел из Кэри
Ричард Ловел (англ. Richard Lovell; умер 31 января 1351) — английский аристократ, 1-й барон Ловел из Кэри. Владел землями в Сомерсете и Дорсете с центром в замке Кэри. 20 ноября 1348 года был вызван в парламент как лорд, и это считается началом истории баронского титула. В источниках упоминается только один сын Ричарда, Джеймс, но его в парламент не вызывали. После смерти Ричарда в 1351 году его титул фактически не использовался. Однако дочь Джеймса Мюриэль (умерла до 1361) стала женой Николаса Сент-Мора, 3-го барона Сент-Мора, и её потомки (сначала Сент-Моры, потом ла Зуши) считаются de jure баронами Ловел из Кэри.